# گوواشه موشچیتسکیه
گوواشه موشچیتسکیه (به لاتین: Gołasze Mościckie) یک روستا در لهستان است که در گمینا کولشه کوشچیلنه واقع شده‌است.